# 레하이안

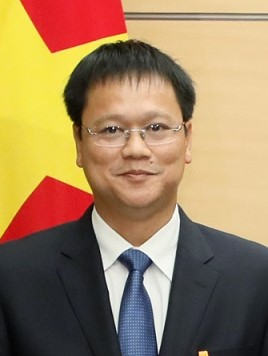

레하이안(Lê Hải An, 1971년 4월 1일 ~ 2019년 10월 17일)은 베트남의 교육차관으로 2019년 10월 17일 교육부 건물 8층에서 추락해 사망하였다.